# Mesnil-Raoult
Mesnil-Raoult é uma comuna francesa na região administrativa da Normandia, no departamento Mancha. Estende-se por uma área de 3,99 km². Em 2010 a comuna tinha 386 habitantes (densidade: 96,7 hab./km²).